# Teoria ergòdica
La teoria ergòdica és una branca de les matemàtiques que va sorgir de l'estudi del físic Ludwig Boltzmann el 1871 per a la seva teoria cinètica dels gasos. Ha tingut molts desenvolupaments en estreta relació amb la teoria dels sistemes dinàmics i la teoria del caos.

## Teorema ergòdic de Birkhoff
Aquest teorema relaciona la mitjana temporal i la mitjana en l'espai d'una funció. Per a això és necessari definir prèviament aquests conceptes:
- Considereu la mitjana en el temps d'una funció f de "bon-comportament" (well-Behave), definit com la mitjana (si existeix) sobre iteracions de {\displaystyle T} començant en algun punt inicial {\displaystyle x_{0}}:

{\displaystyle {\hat {f}}(x)=\lim _{n\rightarrow \infty }\;{\frac {1}{n}}\sum _{k=0}^{n-1}f\left(T^{k}x\right)}
- Considereu també la mitjana en l'espai de f, que es defineix com:

{\displaystyle {\bar {f}}=\int f\,d\mu }
on μ és una mesura en l'espai de probabilitat.
En general, la mitjana en el temps i la mitjana en l'espai no són necessàriament iguals.
Però si la transformació és ergòdica, i la mesura és invariant, llavors la mitjana en el temps és igual a la mitjana en l'espai excepte potser per a un conjunt de mesura 0. Aquest és el famós  Teorema ergòdic  en forma abstracta, elaborat per George David Birkhoff.
El Teorema de Weyl és un cas especial del Teorema ergòdic, que es basa en la distribució de probabilitat en l'interval unitari [0,1].

## Ergodicitat
Ergodicitat és la propietat resultant de la Teoria Ergòdica d’un procés estocàstic en què tots els paràmetres probabilístics es poden determinar (amb probabilitat 1) d’una única funció qualsevol resultant del procés.
Aquesta propietat normalment s’expressa, també, dient que les mitjanes probabilístiques coincideixen amb les temporals. En sentit ampli hom parla d’ergodicitat respecte a la mitjana, desviació típica o qualsevol altre paràmetre d’interès. Els processos ergòdics són importants en el sentit que hom pot fer fàcilment mesures sobre una única funció resultant d’un fenomen físic, i aplicar els valors resultants a la teoria matemàtica dels processos estocàstics.